# Летурнер, Этьен-Франсуа
Этьен-Франсуа-Луи-Оноре Летурнер, Ле Турнер или Ле Турнер де ла Манш (фр. Étienne-François Le Tourneur; 15 марта 1751, Гранвиль — 4 октября 1817, Лакен, Брабант) — французский юрист, политик и военный времён Великой французской революции.
Летурнер родился в коммуне Гранвиль, учился в военном училище, затем служил в Норе и в Шербуре. 
Придерживаясь идей Французской революции, он был президентом Общества друзей Шербурской конституции, затем был избран в 1791 году депутатом от Манша в Законодательном собрании и переизбран в Конвент департаментом Манш (1792), членом Военного комитета которого он стал. В 1792 году он написал для Конвента доклад о военно-морской базе и строительстве Шербурской гавани и ряд других докладов о военно-морском флоте. В 1793 году проголосовал за казнь короля Людовика XVI и против условного приговора (но за возможность апелляции к народному милосердию).

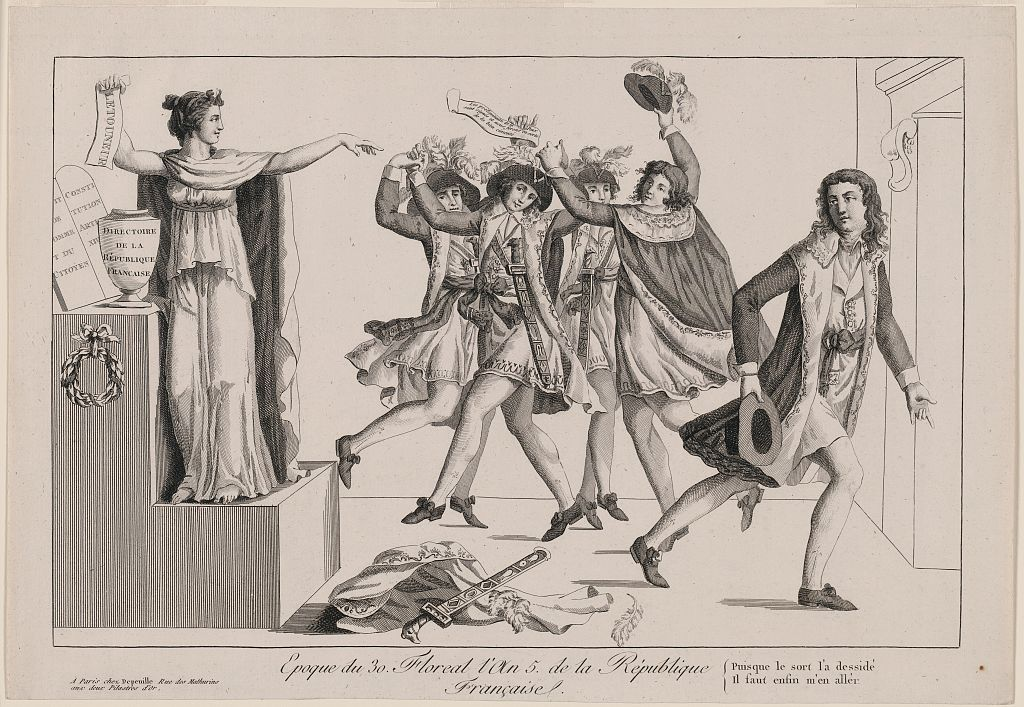
Политическая карикатура, изображающая Летурнера, покидающего Директорию (19 апреля 1797 года)

В 1793 году Летурнер был послан Конвентом в миссию во время осады Тулона; в 1795 году занимался там же реорганизацией средиземноморской эскадры. Он был президентом Конвента с 6 по 20 января 1795 года. Он был членом Комитета общественного спасения 15 термидора III года (2 августа 1795 года) и заседал там до закрытия заседания палаты. Переизбранный Ла-Маншем в Совет старейшин, он был избран в Директорию на первом же заседании, 2 ноября 1795 года, где играл незначительную роль. В апреле 1797 года Летурнер оставил свой пост, согласно системе, по которой каждый год уходил в отставку один директор, выбираемый по жребию. 9 июня 1797 года стал бригадным генералом и был назначен генеральным инспектором артиллерии. Лазар Карно поручил ему вести переговоры о мире с Англией.
Во время Консулата Летурнер был назначен Наполеоном префектом в департамент Атлантическая Луара, затем советником Счётной палаты. Однако после распада Французской империи Летурнер был изгнан, прожив остаток жизни в Брюсселе.